# Bill Buchanan
Bill Buchanan fue un personaje ficticio de la serie de televisión norteamericana 24. Bill fue Agente Especial a Cargo y Director local de la agencia antiterrorista CTU, antes de lo cual fue agente asociado a División. Fue una de las adiciones a la cuarta temporada para compensar la retirada de Erin Driscoll y otros personajes agregados a la serie. Falleció en un intento de salvar a la Sra. Presidenta de los Estados Unidos de América Allison Taylor. Su sacrificio no fue en vano: removió a suficientes agentes enemigos y llamó la atención del FBI, que entró en acción y rescató a la presidenta y la mayoría de los rehenes.
Es interpretado por el actor James Morrison.

## Perfil
Bill es un hombre pragmático que quiere ver resueltos los problemas y está dispuesto a ensuciarse las manos y a colaborar desde su puesto si es necesario. Tras un historial como Director de una unidad de la CTU local de Seattle, es enviado por División a supervisar las operaciones de la enviada de División Michelle Dessler.

### Familia y Parientes
- Esposa: Karen Hayes
- Otras Relaciones: Michelle Dessler

## Bill Buchanan en la serie

### Temporada 4
Buchanan viene de División de Los Ángeles para apoyar a la UAT en las operaciones destinadas a la prevención de un ataque con arma nuclear en suelo estadounidense llevada a cabo por el terrorista Habib Marwan. En este marco su primera asignación fue supervisar un intercambio de rehenes propuesto por Marwan, en el cual serían intercambiados Jack Bauer y Behrooz Araz.
Tras algunos problemas iniciales con Tony Almeida, debido a una relación que tuvo con Michelle, Bill gestiona las operaciones de la UAT. Sin embargo cuando el Air Force One es atacado, dejando al Presidente Keeler incapacitado, y el vicepresidente Charles Logan toma su lugar, Bill se muestra desconfiado de la habilidad de Logan para superar la crisis actual. Buchanan se ve incluso forzado, en cierta manera, a mostrar su descontento hacia Logan cuando una rabieta de este causa que Jack pierda a Marwan y sea arrestado por el Servicio Secreto.
Más tarde, Buchanan decide permitir ("ignorar") que Jack ha roto protocolo para torturar a un testigo que estaba siendo requerido por Amnistía Internacional. Cuando Audrey se entera, Bill le dice: "si lo que hacemos nos permite atrapar a Marwan, podemos vivir con eso".
Al final del Día 4, Buchanan se ve forzado a entregar a Jack Bauer al Servicio Secreto para que sea entregado a los chinos por la intervención de la CTU en el consulado chino en Los Ángeles. Bauer ha sido avisado por un amigo que un ayudante de Logan ha ordenado su eliminación para evitar que la inteligencia de Jack sea obtenida por los chinos. Bauer escapa y enfrenta a los agentes de la UAT y del Servicio Secreto, y Buchanan no logra evitar que Bauer sea abatido. Buchanan expresa su pesar a Tony y Michelle, y particularmente a Audrey.

### Temporada 5
18 meses después Buchanan dirige la UAT de Los Ángeles. Cuando el expresidente David Palmer y Michelle Dessler son asesinados, Buchanan trata de estudiar la conexión entre ellos. Curtis revela que el día que Jack fue "asesinado", Palmer habló por teléfono con Tony. Puesto que Chloe participó de estas conversaciones, tratan de establecer contacto con ella. Chloe resulta estar ayudando a Jack, quien fingió su muerte, a descubrir al asesino de Palmer.
Buchanan recibe ayuda de División cuando un grupo terrorista toma control de un aeropuerto. Lynn McGill llega como superior, pero su inexperiencia con las crisis y su creciente paranoia lo hacen intratable con la UAT. Al tratar de ayudar a Audrey a forzar un contacto con Jack luego que este desobedeciera las órdenes de McGill de permitir a los terroristas llevar a cabo otro atentado, Bill es depuesto por McGill y encerrado. Una hora después, cuando McGill se niega a avisar al Servicio Secreto de un atentado contra el presidente Ruso, Curtis invoca una cláusula e incapacitación sobre McGill que permite a Buchanan volver a su puesto.
La felicidad duraría poco. La UAT es atacada por terroristas que usan gas nervioso, eliminando a casi el 40% del personal justo en el momento que el principal enlace con los terroristas, Christopher Henderson, estaba siendo interrogado. UAT pierde capacidad operacional y Henderson se les escapa. El vicepresidente Hal Gardner ordena que La UAT sea absorbida por Seguridad Nacional para lo cual envía a Karen Hayes. Todo el personal administrativo, incluyendo a Bill, es depuesto y expulsado.
Buchanan recibiría una llamada de Jack unas horas más tarde, y aceptaría la tarea de esconder a Wayne Palmer de los asesinos contratados por Henderson, quien trata de esconder evidencia muy relevante sobre los ataques terroristas.
Posteriormente Bill ayuda a Chloe O'Brian a infiltrar a Jack a un vuelo diplomático en busca de la pista que Wayne estaba buscando, una grabación que inculpa al Presidente Logan de la muerte de Palmer. Tras ser arrestado por Seguridad Nacional, se le permite regresar a la UAT cuando Karen Hayes sospecha de las acciones del Presidente. Ambos coordinan la recuperación de la cinta, pero ésta es destruida al llegar a la UAT.
Bill se enteraría más tarde que Jack y Chloe coordinaron otra grabación, en la cual Logan admitió ante Martha que hizo lo que hizo (el asesinato de Palmer y la venta de gas nervioso a terroristas) "por el bien del país". Con el arresto de Logan y la posible subida a la Presidencia de Hal Gardner, Bill piensa que nunca más podrá volver a la UAT... pero Karen Hayes dice que ella hará lo posible por restituir a Bill dada su capacidad para enfrentar los eventos del día. Tanto Bill como Karen expresan un agrado mutuo y un deseo relativo de empezar una relación.

### Entre las Temporadas 5 y 6
En algún momento entre las temporadas 5 y 6, Bill Buchanan es repuesto como Director de la UAT en Los Ángeles tras la retirada de Seguridad Nacional. 
Agregado a esto, avanza su relación con Karen Hayes. Ambos se casan, pero luego ella es designada como Asesora de Seguridad Nacional y debe viajar a Washington D. C..
A lo más dos semanas antes del inicio de la sexta temporada, Bill recibe órdenes del nuevo Presidente, Wayne Palmer, de negociar con China la liberación de Jack Bauer, cuando un colaborador terrorista, Abu Fayed, pide la vida de Jack a cambio de la ubicación del supuesto líder terrorista Hamri Al-Assad.
En algún momento, mientras operaba en Seattle, Buchanan arrestó e interrogó a Abu Fayed en busca de información de un complot terrorista. Ante la falta de pruebas contundentes, decidió autorizar su liberación.

### Temporada 6
Al inicio de la Sexta Temporada, Bill recibe a los enviados chinos dirigidos por Cheng Zhi, quienes traen a Jack Bauer para su liberación. Bill recibe a Jack y le explica la situación —ataques con bombas por todo el país y un hombre que les ofrece entregarles al líder terrorista a cambio de la vida de Jack—; luego se ve forzado a entregar a Jack.
Cuando regresa a la UAT, Bill se entera de que Chloe, a quien había mantenido a oscuras de la situación por su relación con Jack, había tratado de monitorear su ubicación despertando la ira del intermediario. Sin embargo, cuando Bill recibe más tarde una llamada de Jack y aviso de Metro Los Ángeles que Jack ha evitado un ataque con bomba, Bill se da cuenta de que el intermediario los ha engañado y que es ese intermediario, Abu Fayed quien está de hecho tras los ataques terroristas.
A instancias del Presidente, Bill coloca a Jack Bauer de vuelta en la línea de acción. Con posterioridad la UAT trabaja un vínculo de BXJ Technologies, la empresa de la familia de Jack, y Bill comunica la noticia. Le ofrece a Jack la oportunidad de hacerse cargo personalmente.
Posterior a esto, Bill tiene que lidiar con los problemas que los eventos del día causan en su personal: cuando un aliado de Fayed secuestra a Morris O'Brian de los estacionamientos de la UAT y Jack lo rescata, Bill tiene que lidiar con un Morris desalentado y turbado tras haber sido torturado por Fayed; a Nadia, la segunda al mando, le es denegado acceso a información de importancia por ser de ascendencia árabe, tras un proceso de ethnic profilingque ha ralentizado la inteligencia de la UAT; una compleja operación para buscar a Dmitri Gredenko pone a civiles en la línea; para peor, la esposa de Bill, Karen sale de Washington forzosamente debido a la anterior liberación de Fayed. Pese a esto, Bill mantiene a la UAT en operación y se logra no sólo desactivar otra bomba atómica, sino además seguir un rastro que lleva desde el Padre de Jack hasta el expresidente, Charles Logan.
Cuando ocurre un atentado en Washington contra el presidente Palmer, Bill y Karen concuerdan en que ella debe regresar a la Casa Blanca, a sabiendas de que la llegada de Noah Daniels, un vicepresidente de línea dura, puede significar riesgos internacionales.
Jack es arrestado en la embajada de Rusia buscando información, y Buchanan, con el apoyo de Mike Doyle en Operaciones de Campo, autoriza una extracción. Con el apoyo oficial de Rusia, la operación se ejecuta satisfactoriamente y se encuentra una pista hacia Gredenko, pero este ya la ha evadido. Al recibir a Jack de regreso, Bill tiene que dar explicaciones por haber ocultado el hecho que Audrey Raines, la anterior pareja de Jack, había muerto en China, supuestamente buscando su liberación.
Bill se encarga de proteger a Marylin y Josh Bauer en la UAT mientras lidia hacia afuera con la búsqueda de las bombas restantes. Cuando, finalmente Gredenko es capturado, Bill prepara una operación usándolo como carnada para llegar hasta Fayed. Luego de la captura de Fayed, la UAT organiza un falso rescate de Fayed con el propósito de que los dirija a la localización de las dos bombas nucleares restantes.

### Entre las Temporadas 6 y 7
Como resultado de una operación legislativa de nivel nacional llevada en contra de la CTU por el Senado de los Estados Unidos, por acusaciones de romper los Derechos Humanos, la organización es disuelta. Para ese entonces Bill Buchanan ya estaba desligado a la UAT debido a sus acciones en el rescate de Josh Bauer, aunque mantenía algún grado de respeto de sus ex-colegas.
En algún momento aproximadamente dos años después, Bill es contactado por Tony Almeida quien le informa de un complot de alto nivel en la Administración de los Estados Unidos. Bill y Chloe colaboran para poner a Tony de encubierto con el objetivo de determinar qué tan alto llega la conspiración. Sólo los tres constituyen la "UAT-mini".

### Temporada 7
Buchanan reaparece en los primeros episodios como el misterioso gestor detrás de "Deep Sky", una línea de emergencia que Tony le da a Jack cuando es capturado. Bill urge a Jack a ayudar a Tony a escapar del FBI, y posteriormente procede a explicar la existencia de la conspiración que podría estar asociada a Iké Dubaku.
Bill se encarga de la gestión táctica y estratégica de la "UAT-mini" (Jack, Tony y Chloe, además de él mismo). Junto con Chloe rescatan a la agente del FBI Renee Walker y la integran al grupo. Bill, Jack, Renee y Tony infiltran y atacan la base de operaciones de Dubaku, recuperando el dispositivo CIP y al primer ministro de Sangala que se encontraba prisionero.
Después de esto UAT-mini decide reunir la evidencia de la investigación y pedir ayuda a la presidenta Allison Taylor. La colaboración resulta en Bill repuesto como agente asistente de la seguridad en la Casa Blanca. 
Bill trata de proteger a la presidenta cuando la Casa Blanca es tomada por un equipo de asalto dirigido por Benjamin Juma. Bill es capturado cuando se lleva consigo el rastreador de la presidenta. Durante una conversación con los otros rehenes mientras están rodeados de soldados enemigos, Bill alcanza a escuchar a uno de los soldados hablando acerca de la entidad que les proveyó la inteligencia y códigos de la residencia presidencial.
Tras informar a Jack acerca de esta pista y de decirle que, en su opinión, Jack es el único que puede llegar a la verdad, Bill decide inmolarse disparando a unas tuberías de gas creando una distracción para que Jack y el FBI tengan la oportunidad de rescatar a la presidenta Taylor, con lo que Bill Buchanan muere heroicamente.

## Otros detalles
Bill es el primer director local de la CTU en sobrevivir en su puesto al menos una temporada. Es además el primer director en ocupar el puesto en más de tres ocasiones (primero en la cuarta temporada, luego tras la destitución de Lynn McGill, y luego tras la retirada de Seguridad Nacional).
Originalmente, James Morrison informó en su sitio web oficial que su personaje no aparecería durante la séptima temporada de la serie. Sin embargo, el 8 de agosto, informó que su personaje regresaría después de todo, aunque recién durante el segundo o cuarto episodio.